# Eriopidion
Eriopidion, monotipski biljni rod iz porodice usnatica smješten u podtribus Hyptidinae, dio tribusa Salviae. Opisan je u Hooker's Icones Plantarum 28(3): 103. 1976. Jedina vrsta je E. strictum, južnoamerički polugrm iz Brazila (Maranhão, Piauí, Ceará) i Venezuele  (Anzoátegui, Apure, Monagas)

## Sinonimi
- Eriope stricta Benth.; Prodr. [A. P. de Candolle] 12: 142 (1848)